# 桜井こずえ
桜井 こずえ（さくらい こずえ、1986年11月4日 - ）は、日本のグラビアアイドル、タレント。千葉県出身。

## 人物
- 19歳のときタレント事務所に応募したが、短大に行っていたためあまり時間がとれず事務所に入ることはなかった。短大を卒業してからもう1度応募し、ヴァーテックスに入った。
- 趣味は買い物、1人ファッションショー、アイスクリーム食べ歩き。
- 特技は卓球、スキー、1人長時間フラフープ。
- 中1〜高3までの6年間を卓球部で過ごし高3の頃、私学大会で優勝した経歴がある[1]。また、千代田区の大会でも優勝した[2]。
- 3歳から始めたスキーはプロ級の腕前。
- フラフープは家で暇だった時に最高で90分間まわし続けましたという記録を持っている。（グラビアの美少女でフラフープをまわしながら、カップ焼きそばを作って、さらに、その焼きそばを食べる技を、『ぷっ』すまではフラフープをしながら生着替えと言う技をTVで披露している。のちにカートゥンKAT-TUNでも披露している。）
- 好きな食べ物はアイスクリーム。
- バイクで転倒してから人の周りに妖精が見えるようになった。[3]

### 略歴
- 2007年、小学館・週刊ヤングサンデー誌面で開催されているグラビアアイドル企画YS乙女学院に参加。（コンテストには不参加。）
- 2007年、三洋物産の「マリンちゃんを探せ!2007に参加。「ミスマリンちゃん」ファイナリスト9人の内の1人に選ばれる[4]。（当時は桜井梢として参加）
- 2009年4月よりおねだり!!マスカットに第2期メンバーとして出演中。
- 2009年6月30日をもって、充電のためしばらく芸能活動を休止。（本人ブログより）[5]

## 出演

### インターネット配信
- 原宿アメブロ放送局 アメガチャ! （2007年7月24日第2部出演、2008年2月5日ビューティーコーナーにゲスト出演）
- マガジングラビアnet携帯「宮澤正明写真館」フレッシュチャンネル（2007年8月8日、講談社）
- スターチャット.TV（2007年8月22日、株式会社タッチプランニング）
- あっ!とおどろく放送局「アイドルcheck!」（2007年9月20日、12月13日、株式会社ティー・アンド・エム）
- モバイル現代 イチオシ写真館（2007年10月6日、講談社）
- あっ!とおどろく放送局「タケミネット」（2008年2月26日〜2009年5月16日、株式会社ティー・アンド・エム）

### ビデオ/DVD
1. ファーストDVD「桜の天然水」桜井こずえ（2008年3月20日、トリコ）

### TV・CS放送
- GOOD LOOKIN′CLUB（2006年10月7日〜2007年9月29日）
- 幹事さまぁーず 女だらけの新年会やっちゃうのかよSP（2008年1月1日、日本テレビ）
- グラビアの美少女 2008年2月グラビア強化月間第4週目（2008年2月22日〜、MONDO21）
- 『ぷっ』すま- 「達人技に真っ向勝負！ザ・スピードマスター決定戦！」コーナー- に出演。（フラフープ娘の生着替え）（2008年8月5日、テレビ朝日）
- 勝利の女神 アイドルヌードル（2008年8月8日 - 8月22日、千葉テレビ）
- 水着DEピンポンパン（2008年4月〜、エンタ!371 ）
- 水着DEしちゃお（2008年10月〜、エンタ!371 ）
- カートゥンKAT-TUN（2008年10月29日、日本テレビ）
- おねだり!!マスカット（2009年4月6日〜8月?、テレビ東京）

### CM
- 鬼灯

## 書籍・雑誌
- 週刊現代「この娘の親の顔がみたい」（2008年3月31日発売号）
- 週刊プレイボーイ（2008年4月7日発売号）